# Префектура Чиба
Префектура Чиба (Јапански:千葉県; Chiba-ken) се налази ширем подручју Токија. Главни град је Чиба.